# Komîșne, Rozdolne
Komîșne (în ucraineană Комишне) este un sat în comuna Ruciii din raionul Rozdolne, Republica Autonomă Crimeea, Ucraina.

## Demografie
Componența lingvistică a localității Komîșne
     Ucraineană (47,56%)
     Rusă (43,62%)
     Tătară crimeeană (7,66%)
     Alte limbi (0,69%)
Conform recensământului din 2001, nu exista o limbă vorbită de majoritatea populației, aceasta fiind compusă din vorbitori de ucraineană (47,56%), rusă (43,62%) și tătară crimeeană (7,66%).